# Banc de la República de Colòmbia
El Banc de la República de Colòmbia (BRC) és el banc central de la República de Colòmbia, entitat fundada en 1923 i encarregada d'emetre, gestionar i controlar els moviments monetaris de Colòmbia així com emetre la moneda de curs legal, el peso colombià.
A més de les seves funcions econòmiques, el Banc de la República va crear el Museu de l'Or el 1939, i, en 1958, la Biblioteca Luis Ángel Arango, que segueixen sent part del banc. Compta amb diverses biblioteques i àrees culturals en vint-i-set ciutats del país, així com centres de documentació regionals i museus. Disposa de la col·lecció d'or precolombí més gran del món (més de 33.000 peces), una col·lecció d'art amb pintures i escultures d'artistes com Fernando Botero o Claude Monet, relíquies de l'art colonial del Virregnat de Nova Granada, en particular, la custòdia de l'església de Santa Clara de Tunja, coneguda com "La Clarissa" i la custòdia de l'església de Sant Ignasi de Bogotà coneguda com "La Lechuga" (per la gran quantitat de maragdes que la componen, i la seva forma circular, les quals recorden la forma de l'hortalissa).